# 大費爾干納運河

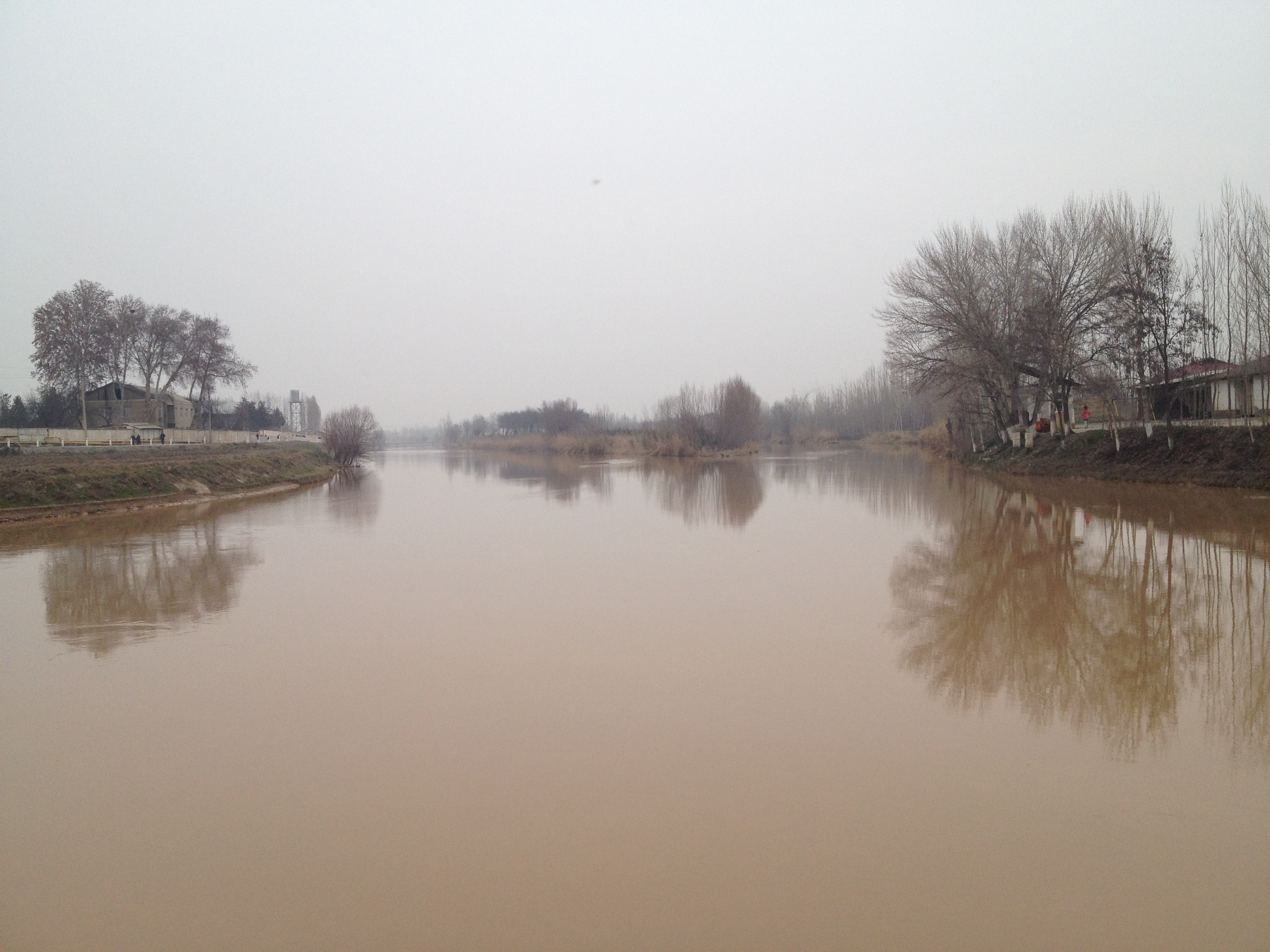
大費爾干納運河

大費爾干納運河 ，開鑿於1939年，長250公里，由160000塔吉克人和烏茲別克族工人挖掘而成。
開鑿目的是引錫爾河水灌溉費爾干納谷地的棉花田。